# موسيقى إكسبرس جديدة
موسيقى اكسبرس جديدة (NME وتلفظ: "إنمي") هو موقع إلكتروني للموسيقى البريطانية ومجلة سابقة بدأ نشرها منذ عام 1952. كانت أول مجلة بريطانية تضم مخططًا فرديًا في طبعة 14 نوفمبر 1952. في السبعينيات من القرن العشرين، أصبحت أفضل صحيفة للموسيقى البريطانية مبيعا.
خلال الفترة من 1972 إلى 1976، ارتبطت المجلة بشكل خاص بصحافة غونزو، ثم أصبحت مرتبطة ارتباطًا وثيقًا ب موسيقى الروك المعارضة بانك روك من خلال كتابات جولي بورشيل، بول مورلي وتوني بارسونز.
بدأت كصحيفة موسيقية، وانتقلت تدريجيا إلى شكل مجلة خلال الثمانينيات والتسعينيات.

## وصلات خارجية
- موسيقى اكسبرس جديدة على موقع الموسوعة البريطانية (الإنجليزية)
- موسيقى اكسبرس جديدة على موقع روتن توميتوز (الإنجليزية)

1. 1 2  مذكور في: بوابة الرقم الدولي الموحد للدوريات. الرَّقم التَّسلسليُّ المِعياريُّ الدَّوليُّ (ISSN): 0028-6362. الناشر: ISSN International Centre. لغة العمل أو لغة الاسم: الإنجليزية.